# Great Nicobar Island
Great Nicobar Island är en ö i Indien.   Den ligger i unionsterritoriet Andamanerna och Nikobarerna, i den sydöstra delen av landet, 3 000 km sydost om huvudstaden New Delhi. Arean är 951 kvadratkilometer.
Terrängen på Great Nicobar Island är lite kuperad. Öns högsta punkt är 624 meter över havet. Den sträcker sig 54,4 kilometer i nord-sydlig riktning, och 32,3 kilometer i öst-västlig riktning.